# Bittervoorn
De bittervoorn (Rhodeus amarus) is een karperachtige vis (Cyprinidae) die voorkomt in schoon stilstaand of langzaam stromend water. Volwassen bittervoorns zijn 5 à 6 cm groot. De maximumlengte is 9 cm.

## Herkenning
De bittervoorn is een zijdelings afgeplat visje maar vergeleken met voorns en brasems iets steviger. Ze hebben relatief grove schubben en een heel klein onderstandig bekje. De zijlijn is niet compleet en strekt zich slechts uit over vijf of zes schubben. De vis is te herkennen aan de lange rugvin, de wat lila weerschijn op de schubben en de groenblauwe streep die vanaf de staartbasis naar het midden van het lichaam loopt.
Mannetjes zijn te onderscheiden aan de felrode vlek in het oog. Mannetjes in de paaitijd krijgen paaiuitslag in de vorm van fijne witte stipjes rond de bek. Ook worden de kleuren zeer intensief, de aarsvin wordt oranje, evenals een gedeelte voor in de rugvin en het lichaam krijgt een lila glans. De vrouwtjes blijven zilverachtig en krijgen een legbuis, die vlak voor het leggen van de eieren kan verstijven.

## Verspreiding
De bittervoorn heeft het zwaartepunt van de verspreiding in Oost-Europa, rond de Middellandse zee komt hij alleen voor in Turkije en Griekenland. In het westen komt hij voor in Engeland en Wales, Nederland, België en een gedeelte van Noord-Frankrijk. Hij komt niet voor in Scandinavië en de Baltische staten.
Belgisch onderzoek dat in 2007 werd gepubliceerd toonde aan dat de bittervoorn waarschijnlijk een ingeburgerde exoot is die rond 1100 in West-Europa is geïntroduceerd vanuit de zoete wateren rond de Kaspische en Zwarte zee. Daarmee is de bittervoorn vergelijkbaar met de karper die door menselijk handelen ten behoeve van de teelt werd geïntroduceerd in het Rijnstroomgebied. De bittervoorn en het vetje zijn waarschijnlijk samen met de karper toevalligerwijs meegevoerd.

### Nederland
De in Nederland voorkomende vorm van de bittervoorn wordt gezien als een ondersoort van de Oost-Aziatische bittervoorn, Rhodeus sericeus amarus, maar ook wel als een aparte soort, Rhodeus amarus.
In Oost-Azië leeft nog een veertigtal gelijkende soorten uit de subfamilie Acheilognatidae.
In Nederland is de bittervoorn een soort die behalve in de provincies Zeeland, Flevoland, Drenthe en Groningen vrij algemeen voorkomt. In jaren zestig van de 20e eeuw was de bittervoorn zeldzaam, waarschijnlijk door een combinatie van watervervuiling en het massale sterven van zoetwatermosselen tijdens de strenge winter van 1962/1963. Sinds eind twintigste eeuw lijkt de vis bezig met een opmars. Dit valt samen met een Europese uitbreiding in oostelijke richting sinds 1980, waarschijnlijk veroorzaakt door de hogere voorjaarstemperaturen. De bittervoorn heeft een vrij korte generatiecyclus, waardoor de stand van bittervoorn van jaar tot jaar flink kan verschillen, afhankelijk van het laatste voortplantingssucces.

## Leefwijze
De bittervoorn leeft in schooltjes van enkele tientallen dieren. Ze komen voor in stilstaand of langzaam stromend water van 40 tot 50 cm diep, dat vaak ook wat begroeid is. De bodem mag niet te modderig zijn omdat er anders geen zoetwatermosselen kunnen leven, die de bittervoorn nodig heeft voor de voortplanting. De bittervoorn mijdt te diep en open water en bevindt zich in grotere wateren steeds in de buurt van de oever.
De bittervoorns eten in hoofdzaak algen en zachte delen van hogere planten, maar ze eten ook wel kleine ongewervelde diertjes.

## Voortplanting

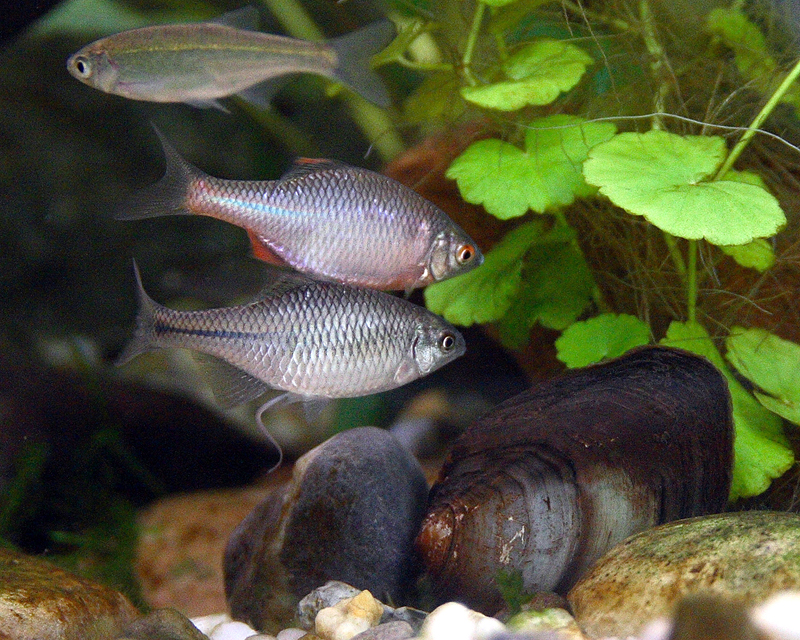
Paartje bittervoorns en twee zoetwatermosselen

De mannelijke bittervoorn zoekt een zoetwatermossel uit, die hij tegen andere mannetjes verdedigt. Af en toe stoot hij de mossel aan, zodat de mossel aan de bittervoorns gewend raakt en niet zijn schelp zal sluiten tijdens het paringsspel. In principe zijn alle zoetwatermosselen geschikt. Vaak zijn het mosselen van de geslachten Anodonta en Unio, maar ook de exotische Aziatische korfmossel wordt door de bittervoorn gebruikt. Als een vrouwtje nadert laat ze zich door het mannetje naar de mossel leiden. Ze zet dan één tot vier eieren af, die ze met behulp van urinedruk uit de buis perst. Dit spel wordt vele malen herhaald, totdat het vrouwtje alle eieren (hooguit 100) heeft afgezet (dit aantal is voor een vis een ongebruikelijk laag aantal).
De eitjes blijven in de mantelholte van de mossel, waar de eitjes en uitgekomen larven beschermd zijn tegen predatie. Als de larven het uiterlijk van een klein visje hebben en ongeveer elf mm lang zijn verlaten zij de mossel. Deze kleine 'visjes' hebben een veel grotere overleving dan vislarven van andere karperachtigen en de bittervoorn hoeft daarom veel minder eieren af te zetten. De eieren van een bittervoorn zijn relatief groot: drie millimeter tegen 1,5 mm voor brasem.
Dit wordt wel gebruikt als voorbeeld van mutualisme in de Nederlandse natuur, maar dat is niet correct omdat de larven van de mossel de bittervoorn juist niet kunnen gebruiken om zich aan te hechten. De larven hechten zich aan onder andere de baars en de driedoornige stekelbaars.

## Ecologische betekenis
Op Europees niveau neemt de stand van bittervoorn nog steeds af, wat dan waarschijnlijk aan anorganische vervuiling geweten moet worden. Het voorkomen is gekoppeld aan het voorkomen van zoetwatermosselen, maar bij een bepaalde vervuilingsgraad komt de bittervoorn ook in wateren die rijk aan zoetwatermosselen zijn niet voor. Het herstel in Nederland zal daarom ook in belangrijke mate afhankelijk zijn van de verontreiniging in het stroomgebied van de Rijn.

## Natuurbescherming en beheersmaatregelen
Sinds 2017 valt de bescherming van de wilde flora en fauna onder de Wet natuurbescherming en staat de bittervoorn in de bijlage 2 van de Habitatrichtlijn. Volgens artikel 2.1 van deze wet heeft de Nederlandse overheid de taak om beschermingszones voor de bittervoorn aan te wijzen. 
Handmatig schonen en baggeren van sloten zou het beste zijn voor deze vissoort. Als dit geen haalbare kaart is, kan er machinaal, gefaseerd gebaggerd worden, dat wil zeggen, steeds een klein stuk van de slootkant. Na het baggeren moeten de meegeschepte zoetwatermosselen worden teruggezet. Daarnaast is het aanleggen van geleidelijk aflopende oevers belangrijk omdat bittervoorns vooral in relatief ondiep water met begroeide oeverzones voorkomen.
De ontdekking dat de bittervoorn waarschijnlijk een ingeburgerde exoot uit Azië is, plaatst beschermingsmaatregelen in een ander licht. De soort is internationaal niet bedreigd en heeft, in tegenstelling tot wat wel gedacht wordt, geen positieve invloed op de inheemse populaties van zoetwatermosselen waarin de dieren hun eitjes afzetten. Dat zou voor een minder strikte bescherming pleiten. Nederland is wel belangrijk voor de wereldpopulatie bittervoorns.